# Anne Heywood
Anne Heywood, nascuda Violet Pretty (Birmingham, 11 de desembre de 1931) és una actriu britànica.

## Biografia
Nascuda en el barri d'Handsworth, West Midlands, ha estat activa en el cinema i en televisió entre 1951 i 1989.
El 1950 va guanyar el concurs de bellesa de Miss Gran Bretanya, competició en què va participar amb el seu vertader nom de Violet Pretty, i va començar la seva carrera en el món de l'actuació treballant en la ràdio com a assistenta de Carroll Levis, buscadora de talents i conductora d'un programa que es transmetia des dels teatres de la Gran Bretanya. Successivament, va estudiar a la London Academy of Music and Dramatic Art, i va debutar en el cinema a l'inici dels anys cinquanta, de primer en rols menors, per després passar a interpretacions de més importància.
Entre les seves interpretacions, cal recordar la de la pel·lícula La guineu (1967), adaptació de la novel·la de D. H. Lawrence, que li va valer una nominació als Globus d'Or a la millor actriu dramàtica. La pel·lícula, rodada al costat de Sandy Dennis, va ser el centre de polèmiques per la temàtica controvertida del lesbianisme en què es basava la història.
En els anys setanta va aparèixer en diverses pel·lícules policíaques de producció italiana. Ha treballat també en pèplum i en comèdia eròtica a la italiana.
La seva carrera va sofrir una caiguda a final de la dècada del 1980, després de la interpretació en la sèrie de televisió L'equalitzador. Aleshores, es va retirar de l'escenari i se n'anà a viure als Estats Units.

## Filmografia
Filmografia:
- 1951: Lady Godiva Rides Again: Dorothy Marlowe
- 1956: Sang a l'asfalt (Checkpoint): Gabriela
- 1956: Find the Lady: la receptionista
- 1957: The Depraved: Laura Wilton
- 1957: Metge a la vista (Doctor at Large): Emerald
- 1958: L'ombra de la guillotina (Dangerous Exile) de Brian Desmond Hurst: Glynis
- 1958: Violent Playground: Cathie
- 1959: Es busca minyona (Upstairs and Downstairs): Mrs. Kate Barry
- 1959: Floods of Fear: Elizabeth Matthews
- 1960: Els guerrers de la nit (A Terrible Beauty): Neeve Donnelly
- 1960: Cartagine in fiamme: Fulvia
- 1961: Petticoat Pirates: l'oficial en cap Anne Stevens
- 1961: The Heart of a Man: Julie
- 1962: The Brain: Anna Holt
- 1962: Stork Talk: Lisa Vernon
- 1963: The Very Edge: Tracey Lawrence
- 1965: Ninety Degrees in the Shade: Alena
- 1967: The Fox: Ellen March
- 1969: The Chairman: Kay Hanna
- 1969: Midas Run d' Alf Kjellin: Sylvia Giroux
- 1969: La monaca di Monza: Virginia de Leyva
- 1972: El assassino... è al telefono: Eleanor Loraine
- 1972: I Want What I Want: Roy/Wendy
- 1973: Trader Horn: Nicole Mercer
- 1973: Le monache di Sant'Arcangelo: mare Giulia
- 1975: La prima volta sull'erba
- 1979: Les verges damnées: Carlotta Rhodes
- 1979: Good Luck, Miss Wyckoff: Evelyn Wyckoff
- 1985: What Waits Below de Don Sharp: Frieda Shelley